# ناتالیا ریژویچ
ناتالیا ریژویچ (انگلیسی: Natalia Ryzhevich؛ زادهٔ ۴ مارس ۱۹۷۷) بازیکن فوتبال اهل بلاروس است.